# Heinz Brandt (Panzer)
Heinz Brandt (17 de dezembro de 1912 — 9 de dezembro de 1996) foi um oficial alemão que serviu durante a Segunda Guerra Mundial. Foi condecorado com a Cruz de Cavaleiro da Cruz de Ferro.

## Carreira

### Patentes
Leutnant

### Condecorações
| Cruz de Ferro 2ª Classe                              |
| Cruz de Ferro 1ª Classe                              |
| Cruz de Cavaleiro da Cruz de Ferro 6 de maio de 1945 |